# TT Corvi
Désignations
TT Corvi (en abrégé TT Crv) est une étoile variable de la constellation du Corbeau, située à la limite avec la Vierge. L'étoile présente une parallaxe annuelle de 3,50 ± 0,29 mas mesurée par le satellite Gaia, ce qui permet d'en déduire qu'elle est distante de 286 ± 24 pc (∼933 al) de la Terre.
TT Corvi est une étoile variable semi-régulière, dont la luminosité varie de la magnitude 6,47 à la magnitude 6,57 sur une période de 11,5 jours. Il s'agit d'une géante rouge de type spectral M2III. L'étoile est environ 993 fois plus lumineuse que le Soleil et sa température de surface est de 3 630 K ; sa magnitude absolue vaut -0,75. Le rayon de l'étoile est environ 67 fois plus grand que celui du Soleil.